# 福岡県南部信用組合

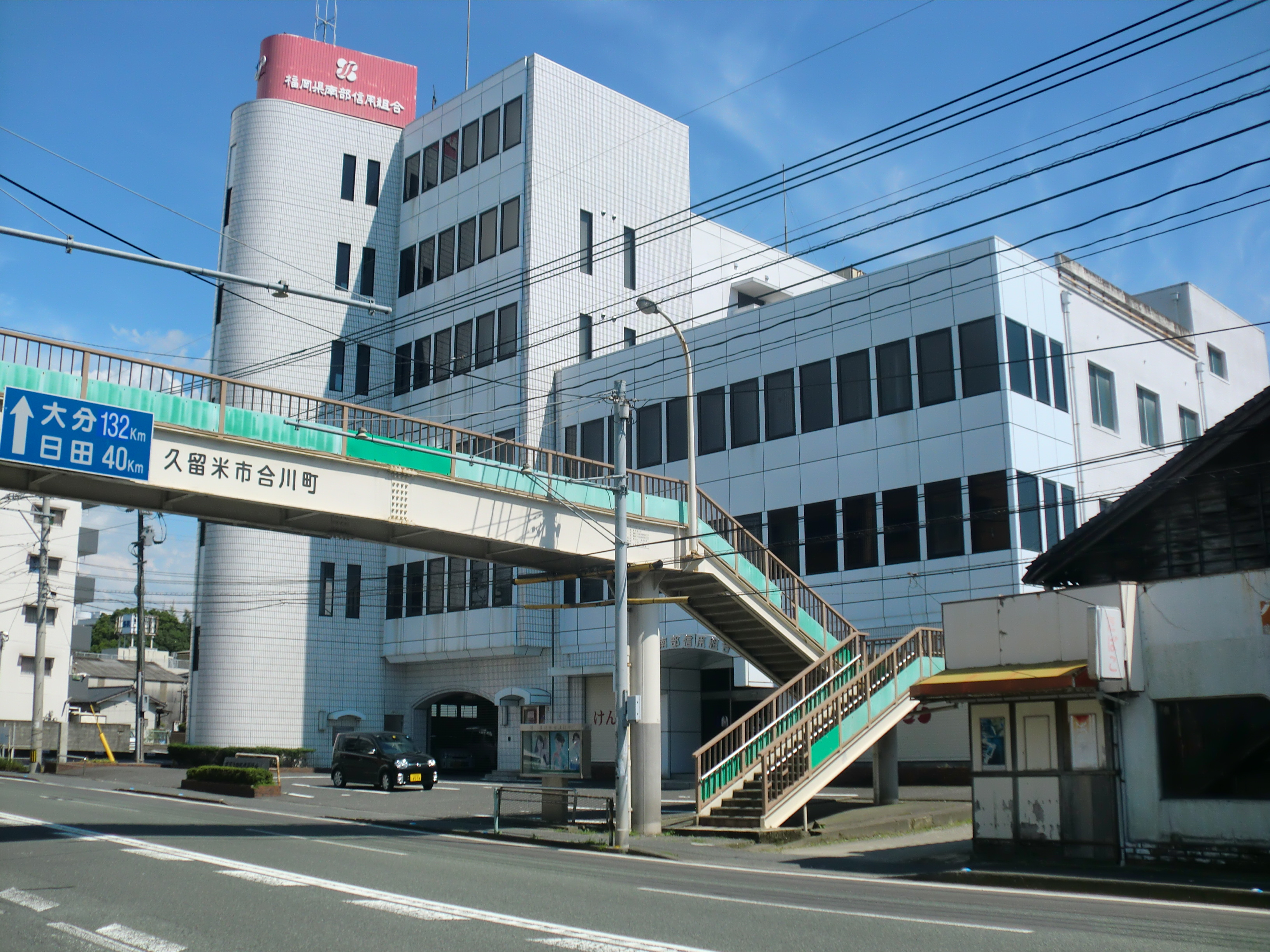
久留米市にある本店

福岡県南部信用組合（ふくおかけんなんぶしんようくみあい）は、かつて福岡県久留米市に本部を置いていた信用組合。ATMでは、しんくみ お得ねっと提携信用組合のカードによる出金は自組合扱いとなる。

## 沿革
- 1952年7月 草野信用組合として設立。
- 1964年7月 東久留米信用組合に改称。
- 1980年4月 筑邦・（旧）福岡県南部・柳川三和と合併し、（新）福岡県南部信用組合となる。
- 2018年12月 - 福岡県中央信用組合、とびうめ信用組合との合併により福岡県信用組合発足。